# Suzani

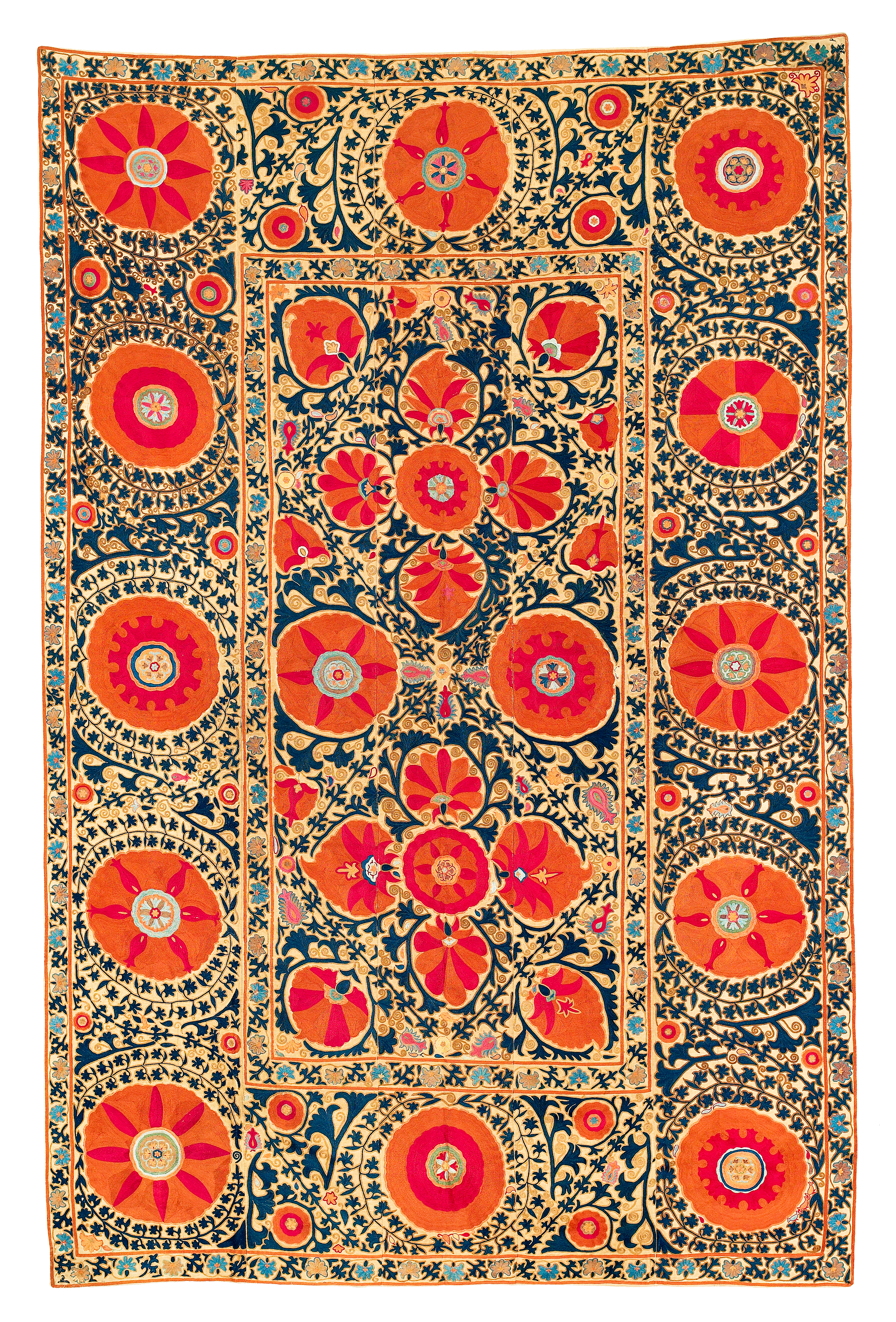
Kermina Suzani, prima metà del XIX secolo, Uzbekistan. I grandi fiori in rosso, arancio, salmone, melanzana chiara e azzurro, mostrano la caratteristica lucentezza metallica dei ricami Kermina.

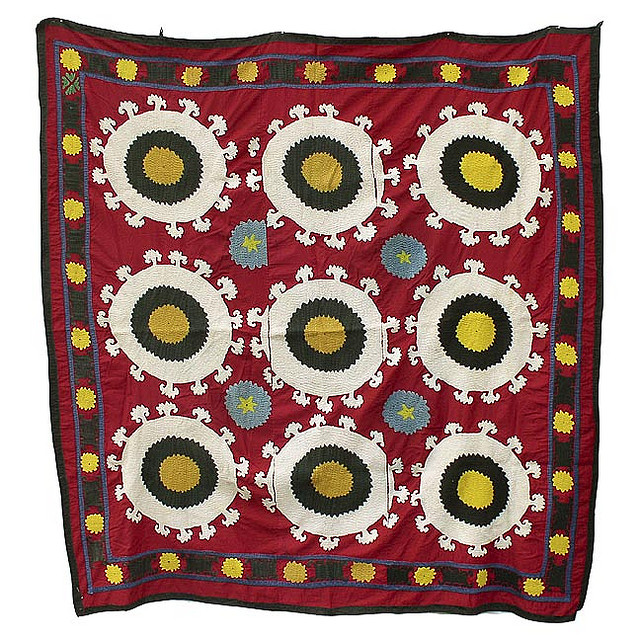
Telo di nozze Uzbeco Suzani

Suzani è un tipo di ricamo islamico e un tessuto decorativo tribale prodotto in Tagikistan, Uzbekistan, Kazakistan e altri paesi dell'Asia centrale. Suzani deriva dal persiano سوزن Suzan che significa nodo tessile. L'arte di produrre questi tessuti, in Iran si chiama سوزن‌دوزی|سوزن‌دوزی Suzandozi (lavoro a nodi).
Il Suzani ha, di solito, una base in tessuto di cotone (a volte seta), che è ricamata in filo di seta o cotone. Punto catenella, punto raso e punto asola sono i punti principalmente utilizzati. C'è anche un uso estensivo di una tecnica nella quale il filo decorativo è posato sul tessuto come una linea in rilievo e viene cucito con una seconda stesura di filo. I suzani sono spesso realizzati in due o più pezzi, che vengono poi cuciti insieme.
Motivi di disegno comuni sono i dischi del sole e della luna, fiori (specialmente tulipani, garofani e  iris), foglie di viti, frutti (specialmente melograni), e occasionalmente pesci e uccelli.
I suzani superstiti più antichi risalgono alla fine del XVIII secolo e agli inizi del XIX, ma sembra probabile che siano stati utilizzati molto tempo prima. All'inizio del XV secolo, Ruy González de Clavijo, ambasciatore  Castigliano alla corte di Tamerlano, lasciò dettagliate descrizioni di ricami che erano probabilmente precursori dei suzani.
I suzani venivano tradizionalmente realizzati dalle spose dell'Asia centrale come parte del loro corredo e presentati allo sposo il giorno del matrimonio.
Questi suzann antichi, ricamati a mano, sono intrisi del carattere che proviene solo dall'uso quotidiano. Forse creati da una futura sposa per mostrare la sua devozione al suo promesso sposo e poi in tempi di magra barattati con un mercante ambulante, per denaro o per necessità domestiche. La storia di ciascuno di questi suzani è ricca come i loro colori, intricata come i disegni che coprono le loro superfici.

## Principali tipi di Suzani
- Suzani Bukhara
- Suzani Khodjent (Khodjent, Tagikistan)
- Suzani Lakai
- Suzani Nurota, realizzati nella città di Nurota in Uzbekistan.
- Suzani di Piskent
- Suzani di Samarcanda
- Suzani di Shahrisabz
- Suzani di Tashkent
- Suzani Ura Tube (Istaravšan, Tagikistan)

Francobolli con suzani
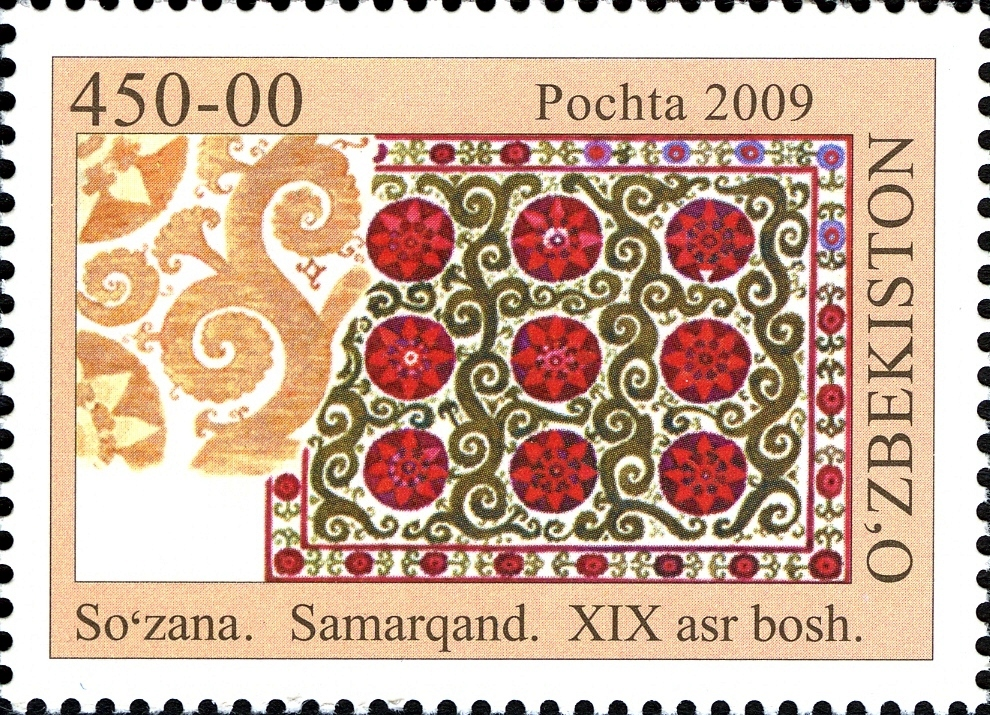
Francobollo con Suzani di Samarcanda
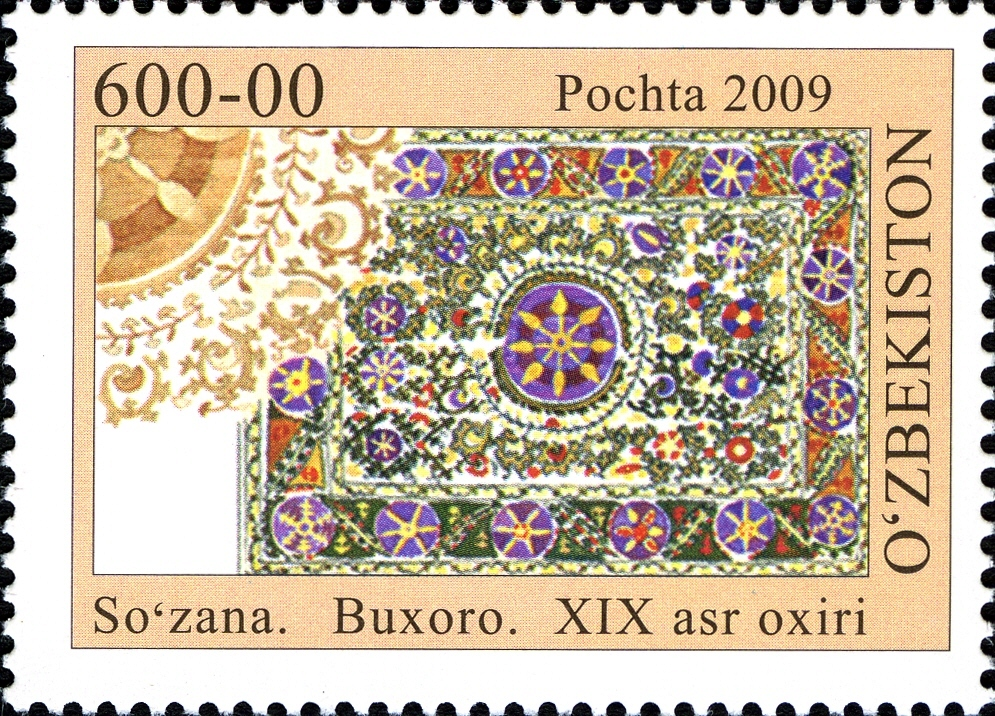
Francobollo con Suzani di Bukhara
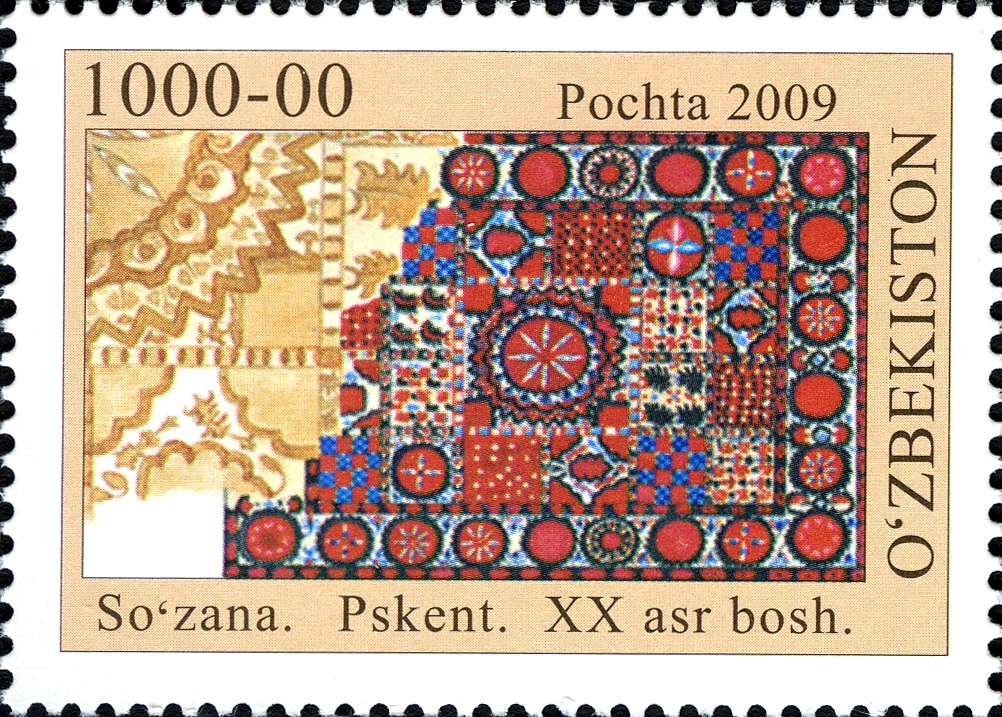
Francobollo con Suzani di Piskent